# Die Tür in den Sommer
Die Tür in den Sommer (Alternativtitel: Tür in die Zukunft, Originaltitel The Door into Summer) ist ein Science-Fiction-Roman von Robert A. Heinlein aus dem Jahre 1956. In ihm wird die Geschichte von Daniel Boone Davis erzählt, einem genialen Erfinder, der von seiner betrügerischen Verlobten durch Hibernation in die Zukunft geschickt wird, jedoch durch Zeitreisen Rache nimmt.

## Handlung
Die Idee für den Roman beruhte auf einem Ereignis, das Heinlein später wie folgt beschrieb:

„"When we were living in Colorado there was snowfall. Our cat — I'm a cat man — wanted to get out of the house so I opened a door for him but he wouldn't leave. Just kept on crying. He'd seen snow before and I couldn't understand it. I kept opening other doors for him and he still wouldn't leave. Then Ginny said, 'Oh, he's looking for a door into summer.' I threw up my hands, told her not to say another word, and wrote the novel“

„Als wir in Colorado lebten schneite es einmal. Unsere Katze (Ich bin ein Katzenmensch) wollte aus dem Haus, also öffnete ich eine Tür für ihn, aber er ging nicht. Heulte einfach weiter. Er hatte schon vorher Schnee gesehen und ich konnte das nicht verstehen. Ich öffnete weitere Türen für ihn, aber er wollte weiterhin nicht gehen, Dann sagte Ginny 'Oh, er sucht nach einer Tür in den Sommer.' Ich riss die Hände hoch, sagte ihr sie solle kein weiteres Wort sagen und schrieb den Roman Die Tür in den Sommer in 13 Tagen.“

Daniel Boone Davis lebt in den USA in einer alternativen Version des Jahres 1970, in dem der Kommunismus vernichtet wurde, nachdem die USA einen Angriff der Sowjetunion durch Soldaten zurückgeschlagen haben, die in Alaska hibernierend verborgen worden waren. Hibernation wird nun von Versicherungsgesellschaften kommerziell angeboten, Personen können so jahrelang sediert und „gelagert“ werden, ohne zu altern. Nachdem der sechswöchige Krieg den Nordosten der USA verwüstete, wurde Denver die Hauptstadt.
Davis ist Erfinder, der mit seinem Partner Miles Gentry, der für rechtliche Angelegenheiten verantwortlich ist, eine Firma für automatisierte Haushaltsgeräte betreibt.
Davis, ein technisches Genie, hatte vorher als Kernwaffenspezialist gearbeitet und verwendet militärische Technologie, die nicht patentiert werden konnte, um einzigartige Assistenzroboter zu konstruieren. Gemeinsam mit Gentry stellt er Betty Darkin (in neueren Ausgaben Belle Darkin) als Sekretärin ein. Nachdem er sich mit Darkin verlobt hat und ihr Anteile an der von ihm und Gentry gegründeten Dienstboten AG geschenkt hat, wenden sich Darkin und Gentry bei einer Vorstandssitzung überraschend gegen ihn. Sie wollen, dass die Dienstboten AG in einen weltumspannenden Konzern aufgeht, doch Davis ist höchst verärgert und droht mit rechtlichen Schritten.
Darkin spritzt ihm überraschend ein als Geisterdroge bekanntes Medikament, das Davis vollkommen willenlos werden lässt. So offenbart er seinen beiden betrügerischen Partnern, dass er für sich und seine geliebte Katze Petronius eine kommerziell verfügbare Hibernationsoption offen gehalten hatte, diese jedoch nicht mehr nutzen möchte. Darkin zwingt ihn, der unter dem Einfluss der willenszerstörenden Droge steht, jedoch das Hibernationsinstitut aufzusuchen und sich bis zum Jahr 2000 sedieren zu lassen. Petronius wird von Gentry und Darkin auf die Straße gejagt und verhungert wahrscheinlich, während Davis im Kälteschlaf liegt.
Als er im Jahr 2000 aufwacht, wird er vom Arzt Dr. Albrecht in einem Hospital betreut, das ihn langsam auf all die Veränderungen vorbereitet, die sich in den letzten Jahrzehnten ereignet haben: Ricky, Miles Tochter, die sich in Daniel verliebt hatte, ist unauffindbar verschwunden, Petronius ist gestorben und Davis einstmals sorgfältig verwaltetes Aktienpaket ist im Zuge eines Schneeballbetruges vernichtet worden. Beinahe mittellos, muss er also an einer Schrottpresse arbeiten, in der Fahrzeuge, die durch eine sinnlose Planwirtschaft produziert werden, sofort wieder vernichtet werden.
Die von Davis und Gentry gegründete Dienstboten AG ist mittlerweile aufgekauft worden und in die Aladin AG aufgegangen. Als sich Davis hier vorstellt, wird er im Rahmen einer PR-Aktion wieder eingestellt. Bei Recherchen stellt er fest, dass viele Geräte angefertigt worden sind, die aussehen als könne er sie entworfen haben, wenn er nicht geschlafen hätte. Einige dieser Entwürfe haben ausschließlich in seiner Vorstellung existiert und wurden nie zu Papier gebracht. Als Davis die entsprechenden Patente überprüft, erfährt er, dass sie durch einen D.B. Davis angemeldet worden sind, jedoch nachdem er bereits in den Kälteschlaf gegangen war.
Verwirrt spricht er mit seinem Arbeitskollegen und Freund Chuck Freudenberg über dieses Paradox und während beide Bier genießen, sprechen sie über Zeitreisen. Der angetrunkene Freudenberg verrät versehentlich, dass er vor Jahren an einem streng geheimen Zeitreiseprojekt für das Militär gearbeitet hat. Erst als Davis ihm erklärt, dass er ein Veteran des Atomkrieges in den 60er ist und eine extrem hohe Sicherheitsfreigabe besaß, ist Freudenberg bereit ihm mehr zu erklären: Dr. Hubert Twitchell ist der Erfinder einer Zeitmaschine, mit der ganze Divisionen durch die Zeit versetzt werden können. Doch auch wenn sich einstellen lässt, wie weit gereist werden soll, ist es allein vom Zufall abhängig, ob die Reise in die Zukunft oder die Vergangenheit geht. Da die Reise extreme Energien verschlingt, wurde das Projekt eingestellt und nur noch ein Prototyp verstaubt im Labor des Erfinders.
Davis sucht Dr. Twitchell daher auf und provoziert und verärgert ihn so lange mit dem Vorwurf die Maschine sei bloßer Betrug, bis dieser – als sehr aufbrausend bekannte Erfinder – ihn, um ihn eines Besseren zu belehren – zornig auf die Plattform stößt und auf eine Zeitreise schickt. Glücklich muss Davis sodann feststellen, dass er tatsächlich im Jahr 1970 angekommen ist.
Hier trifft er die freundlichen Nudisten John und Jenny Sutton, die ihn aufnehmen und denen er nach und nach offenbart, dass er aus der Zukunft stammt. Da Gold im Jahr 2000 so billig ist, führt Davis einen Gürtel aus Gold mit sich, den John für ihn verkauft, so dass er genug Geld zur Verfügung hat, um ein Entwicklungsbüro zu gründen, in dem er die Erfindungen konstruiert, die ihm im Jahr 2000 so bekannt vorkamen.
Als die Zeit gekommen ist, dass der Davis der Vergangenheit von Gentry und Darkin betrogen wird, schleicht sich Davis zum Haus, rettet Petronius und stiehlt den Prototyp seines Haushaltsroboters, so dass die Dienstboten AG pleitegeht und Darkin ruiniert wird, während Gentry vor Gram stirbt.
Daraufhin fährt Davis in das Sommercamp der 11-jährigen Ricky, die in ihn verliebt ist und erklärt ihr sie solle sich, wenn sie 21 wird, in Kälteschlaf begeben und bis zum Jahr 2000 warten. Er selbst lässt sich gemeinsam mit Petronius ebenfalls einfrieren und heiratet Ricky, die nun biologisch nur noch zehn Jahre jünger ist als er. Daraufhin leben sie glücklich gemeinsam und Davis genießt die Vollendung seines Racheplans sehr.

## Dramatis personæ
- Daniel Boone Davis, der Protagonist, ein technisches Genie
- Miles Gentry, Daniels Geschäftspartner
- Betty S. Darkin, die Sekretärin von Daniel und Miles. Zuerst mit Daniels verlobt, betrügt sie ihn und schickt ihn unter Drogen in die Zukunft
- Frederica Virginia „Ricky“ Heinicke, die 11-jährige Tochter von Miles, die Daniel später heiratet
- Petronius „Pete“, Dans Katze, die gerne Ginger Ale trinkt
- Chuck Freudenberg, Dans Freund in der Zukunft
- Dr. Hubert Twitchell, der Erfinder der Zeitmaschine

## Sonstiges
- Das Buch Warday von Whitley Strieber beschreibt die Folgen eines Atomkrieges, in dem genau die Städte zerstört werden, deren Vernichtung auch in Die Tür in den Sommer erwähnt wird.

## Ausgaben
Die von Tony Westermayr besorgte Übertragung ins Deutsche ist in mehreren Ausgaben erschienen:
- Tür in die Zukunft. Goldmann, München 1963 (dt. Erstausgabe).
- Tür in die Zukunft. Goldmann, München, 1. Auflage Januar 1967, ISBN 3-442-23075-6.
- Die Tür in den Sommer. Bastei-Lübbe, Bergisch Gladbach 1993, ISBN 3-404-24176-2.
- Die Tür in den Sommer. Heyne, 2016, ISBN 978-3-453-31739-0.